# Technická univerzita v Krakově
Technická univerzita v Krakově (polsky Politechnika Krakowska - PK) je vysoká škola založená roku 1946 ve městě Krakov v Polsku. Univerzita má sedm fakult. Rektorem je od roku 2009 prof. Ing. Kazimierz Flaga.

## Fakulty
- Fakulta architektury
- Fakulta chemická
- Fakulta elektroniky a informatiky

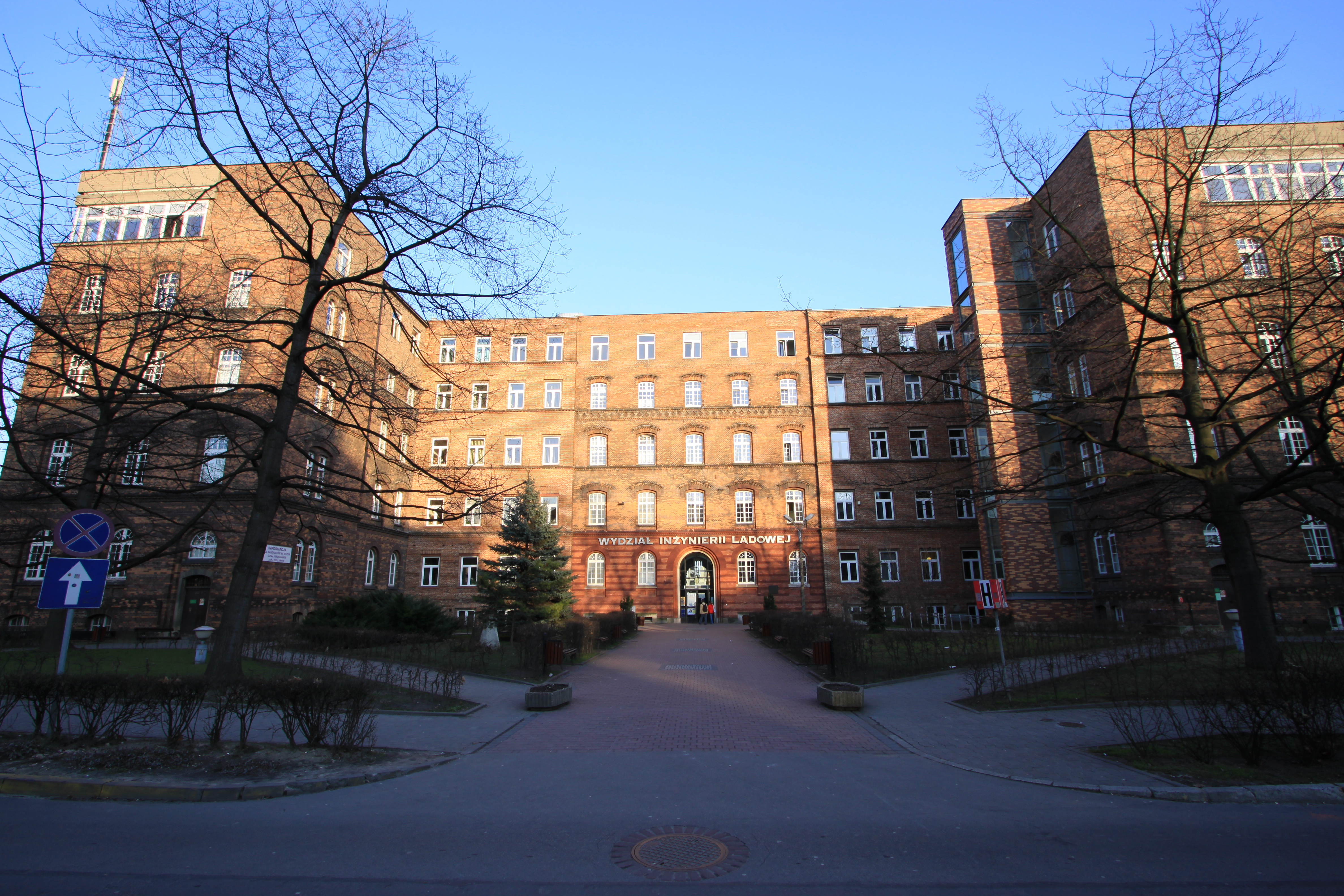
Technická univerzita

- Fakulta fyziky, matematiky a informatiky
- Fakulta technologie prostředí
- Fakulta stavební
- Faculta mechaniky

## Významné osobnosti
- Marek Grechuta
- Zdzisław Beksiński